# Gwenn Aël
Pour l’article ayant un titre homophone, voir Gwenaël.
Gwenn Aël, née le 25 février 1971, est une écrivaine française de fantastique.

## Biographie
Née en 1971 en Normandie, Gwenn Aël écrit depuis sa plus tendre enfance. Elle débute véritablement sa carrière d’écrivain en 1996 avec des nouvelles fantastiques publiées au sein de divers magazines et anthologies en France et au Canada. Puis elle se lance dans le roman en 2006 et enchaîne plusieurs œuvres publiées par une maison d’édition belge, Chloé des Lys.
Sa rencontre avec l'illustrateur de BD Éric Godeau débouche en 2013 sur un projet commun : Wendigo — Les prédateurs de la nuit, un roman illustré.
Ses œuvres mêlent fantastique, surnaturel et suspens, avec des personnages confrontés à des situations peu ordinaires, effrayantes souvent…
En 2017, Gwenn-Aël sort son premier thriller, Ahriman ; un roman immédiatement salué par la critique littéraire. Une enquête policière sur fond de surnaturel ; magie noire, évangiles maudits, quête spirituelle... tous les ingrédients nécessaires du roman ésotérique (finaliste prix Masterton 2018).

## Œuvres
Anthologies
- La Pendulette japonaise, éditions Le Scribinaire, 1996  (ISBN 2-9510308-0-0).
- Aime-moi, éditions Nicolas Philippe, 2002  (ISBN 2-7488-0014-1).
- Rêves d'Ulthar, éditions L'Œil du sphinx, 2002  (ISBN 2-914405-09-X).

Magazines
- Démence, Hématomes Crochus, 1999  (ISSN 1279-0397)
- Claustrofolie, Romance, Adieu, éditions de la Tombée, 1999
- L’Écossais, Martobre, 1999  (ISBN 2-913025-13-7)
- Regrets, Miniature, 1999  (ISSN 1276-8391)
- Absence, éditions de la Tombée, 1999
- La Punition, Miniature, 2000  (ISSN 1276-8391)
- Pour la vie, Nouvelle Plume, 2000  (ISSN 1283-6125)

Romans
- Souviens-toi, éditions Chloé des Lys  (ISBN 978-2-87459-264-5).
- L’Esprit de vengeance, éditions Chloé des Lys, déc. 2006  (ISBN 978-2-87459-194-5).
- La Brèche du diable, éditions Chloé des Lys  (ISBN 978-2-87459-516-5).
- Wendigo — Les prédateurs de la nuit, éditions Juste pour Lire  (ISBN 978-2-36151-036-7) - Sélection du prix Masterton 2014
- Ahriman, éditions Lune Ecarlate  (ISBN 978-2369762218) - Finaliste du prix Masterton 2018